# Pierre Clerget (géographe)
Pour les articles homonymes, voir Pierre Clerget et Clerget.
Pierre François Joseph Clerget, né à Chagny (Saône-et-Loire) en octobre 1873 mort à Saint-Didier-au-Mont-d'Or en mars 1962, est un économiste et géographe français, auteur de nombreux ouvrages et ancien directeur de l’École supérieure de commerce de Lyon.

## Carrière
Diplômé de l’École supérieure de commerce de Lyon en 1896, Pierre Clerget a eu une carrière active dans l'enseignement en Suisse et en France. Il commence en tant que professeur à l’École de commerce du Locle en Suisse de 1898 à 1905, puis devient directeur de l'Institut commercial des jeunes filles à Fribourg de 1905 à 1906. En 1909, il devient professeur à l’École supérieure de commerce de Lyon où il déploie des méthodes pédagogiques innovantes pour son époque. Il devient directeur général de l'école en 1913, mandat exercé jusqu'en 1947.
Excellent connaisseur de la Suisse -pour y avoir vécu et enseigné pendant plusieurs années- Pierre Clerget a également effectué des voyages et missions d’étude dans d’autres pays européens (en Scandinavie, notamment), aux États-Unis, en Orient et en Afrique, dont il a relaté les enseignements dans ses multiples publications (des ouvrages, des manuels d’enseignement spécialisé et de très nombreux articles et chroniques dans des revues scientifiques et économiques françaises ou internationales). Pierre Clerget a été nommé chevalier de la Légion d’Honneur en 1923.
Pierre Clerget a également publié plusieurs ouvrages et articles en collaboration, en particulier avec son fils, Marcel Clerget, lui aussi géographe (né en septembre 1900 à Locle en Suisse, décédé en en septembre 1984 à Lyon), qui succédera à son père à la direction de l’ESCL, également auteur de diverses publications.
Comme beaucoup de promoteurs des idées coloniales de la Troisième République, Pierre et Marcel Clerget estimaient l’un comme l’autre que grâce à son Empire, la France disposait d’un puissant outil d'influence et de rayonnement économique international, qu’ils se sont efforcés de mieux faire connaître et de valoriser à travers leurs écrits (par exemple « Comment faire pénétrer par l'enseignement la notion d'empire français ») ; Pierre Clerget a également dirigé l’École de préparation coloniale de Lyon, dont les enseignements étaient dispensés dans les locaux de l’ESCL (contrairement à la plupart des Instituts d’enseignement colonial français, celui de Lyon, créé en 1899, n’était pas situé dans une grande ville portuaire maritime, mais cette cité commerciale très active s'est toujours beaucoup intéressée aux questions d’expansion coloniale).

### Le créateur du terme "urbanisme"
La pensée de Pierre Clerget a été influencée par plusieurs géographes de son époque, notamment le suisse Jean Brunhes. Les œuvres et la réflexion économique de Pierre Clerget, marquées par un contexte économique et social très différent de celui d'aujourd'hui, ne sont plus d’une grande actualité, mais parmi son héritage intellectuel, subsiste le terme « urbanisme », apparu dans son sens moderne pour la première fois en 1910 dans son article intitulé « L'Urbanisme, étude historique, géographique et économique ».
Si le mot urbanisme est vite passé dans le langage courant (il a été consacré par les grands dictionnaires classiques entre les années 1930 et 1940), il avait cependant, sous la plume de Pierre Clerget, un sens quelque peu différent de celui qu'il a pris depuis lors : le géographe entendait par là le phénomène d’urbanisation (c'est-à-dire l’expansion spatiale, démographique et sociale des villes), alors que ce terme désigne aujourd'hui la réflexion concernant l’aménagement des villes et l'organisation des espaces urbains.

## Œuvres majeures
« La Suisse au XXème siècle », un « Manuel d’économie commerciale ou technique de l’exportation » (traduit en plusieurs langues), « En méditerranée orientale : Syrie et Palestine », « La Tunisie économique », « Les industries de la soie en France », « Etude économique du trafic possible du canal du Rhône au Rhin », « La France dans le monde », « L’exploitation rationnelle du globe » ou son « Manuel de géographie commerciale »

## Distinctions
- Chevalier de la Légion d'honneur (1923)[14]